# Notre-Dame-du-Sacré-Cœur-d'Issoudun
Notre-Dame-du-Sacré-Cœur-d'Issoudun eller kort Issoudun är en kommun av typen socken (municipalité de paroisse) i provinsen Québec i Kanada. Den ligger i regionen Chaudière-Appalaches, i den sydöstra delen av landet, 300 km öster om huvudstaden Ottawa. Socknen grundades av missionärer från Issoudun i Frankrike.